# Parafia Matki Boskiej Anielskiej w Dziewulach
Parafia Matki Bożej Anielskiej w Dziewulach – parafia rzymskokatolicka w Dziewulach.
Parafia została erygowana 15 lipca 1994. 
Kościół parafialny murowany, w stylu współczesnym powstał w latach 1986–1988 staraniem ks. Jana Siekierko. 
Parafia ma księgi metrykalne oraz kronikę parafialną od 1994.
Terytorium parafii obejmuje Dziewule oraz Smolankę.